# Laphria rudis
Laphria rudis là một loài ruồi trong họ Asilidae. Laphria rudis được Walker miêu tả năm 1857. Loài này phân bố ở miền Ấn Độ - Mã Lai.